# Тодд, Нэйтан
Нэйтан Тодд (англ. Nathan Todd; род. 2 декабря 1995, Кемптвилл, Онтарио) — канадский хоккеист, нападающий московского «Спартака».

## Биография
В родном посёлке Тодда Кемптвилле не было команды, поэтому он начал заниматься хоккеем в соседнем Престоне. С 2012 по 2014 год Тодд выступал за «Броквилл Брэйвз» в Центральной канадской хоккейной лиге. В 2014 году перешёл в «Оттава Сиксти Севенс», где за два сезона в Хоккейной лиге Онтарио нападающий забросил 42 шайбы и отдал 70 результативных передач. В сезоне 2015/16 Тодд провёл семь матчей в АХЛ в составе «Бингемтон Сенаторз», но результативными действиями не отметился.
В период с 2016 по 2021 год он выступал за «Куад Сити Мэллэрдз» и «Брэмптон Бист» в Хоккейной лиге Восточного побережья, а также «Белвилл Сенаторз» и «Манитоба Мус» в АХЛ. Летом 2021 года Тодд перешёл в ещё один клуб АХЛ — «Спрингфилд Тандербёрдс». В дебютном сезоне нападающий набрал 34 очка (14+20) и помог команде выйти в финал лиги, что на тот момент стало лучшим достижением клуба в истории. Летом 2023 года Тодд перешёл в «Сан-Хосе Шаркс», но был отправлен в фарм-клуб в АХЛ — «Сан-Хосе Барракуда». Сезон 2023/24 стал для Тодда лучшим в лиге: он набрал 55 (19+36) очков в 69 матчах, а также оформил свой первый хет-трик в АХЛ.
14 июня 2024 года заключил однолетний контракт с «Салаватом Юлаевым». Тодд провёл 68 матчей в регулярном чемпионате, в которых набрал 52 (14+38) очка, также на его счету пять (2+3) очков в четырёх играх плей-офф. В июне 2025 года покинул «Салават Юлаев», не став заключать новое соглашение с клубом. 28 июля 2025 года стал игроком московского «Спартака», заключив контракт на один год.

## Личная жизнь
В апреле 2024 года Тодд женился на Коннор Голуэй, которая также играла в хоккей.